# Парни из Баку (команда КВН, 1960-е)
«Парни из Баку» (азерб. Bakılı oğlanlar) — команда КВН из Баку. Чемпионы Клуба в сезонах 1967/1968 и 1969/1970. Обладатели Кубка Чемпионов 1970 года. Капитан команды Юлий Гусман.
«Парни из Баку» — первая команда из Кавказа в КВН, а также первая команда в КВН, чьи игроки выступали в одинаковой форме.

## История
В 1967 году Юлий Гусман с друзьями создают самостоятельный бакинский клуб. Через год лидером команды становится сам Юлий Гусман, и капитаном сборной команды Баку на долгие 7 лет.

### Сезон 1967/68
Финал КВН 1968 года бакинцы выиграли у команды Московского инженерно-строительного института. Юлий Гусман вспоминает об этой встрече:
Играем конкурс капитанов. Мой соперник — Андрей Меньшиков из МИСИ. Милый интеллигентный парень в очках. И я, в те времена с черными усами похожий на продавца овощей и фруктов. Играли морской КВН. Надо было заранее готовиться, учить тематику — узлы, морские коды. Но мне, конечно, было некогда.
Задание: вызвать из зала любимую девушку и исполнить её желание. Андрей вызвал жену — молоденькую девочку. «Андрюшенька, — говорит она, — поговори с ним как капитан с капитаном». Он достает из карманов платки и начинает мне что-то «семафорить» морской азбукой. О которой я не имею ни малейшего представления. Он это понимает и торжествующе машет. Зал замер — по мне видно, что я пропал, ничего не понимаю. Заготовок нет. Прямой эфир. У телевизора мама, папа, весь Баку и вся страна. Но пока он еще махал, меня осенило. Я понял, что выиграл. Прошу повторить его еще раз — все думают, что это я оттягиваю момент провала. Андрюшенька довольный, размахивает снова. После чего я, не говоря ни слова, начинаю выстукивать в микрофон «ответ» — точка-тире-точка-тире-тире-точка…

Как бы азбука Морзе. Успех импровизации состоял в том, что в течение нескольких секунд я понял — как мне некогда было готовиться к морскому конкурсу, так и ему было некогда. И азбуку Морзе он не знает. И жюри её не знает. И почти наверняка в зале никто не знает. И я этим воспользовался. Задав вопрос, которого никто не понимал, Андрей получил ответ, который тоже никто не понял.

### Сезон 1969/70
Инициатива проведения кубка чемпионов принадлежала команде Баку, а точнее, её капитану Юлию Гусману. В финале команда «Парни из Баку» встретилась с командой Одесского холодильного института.
Одесская команда, прежде чем встретиться с командой Гусмана, выиграла у команды города Фрязино, и затем в полуфинале — у чемпиона Москвы команды МИСИ, где играли Леонид Якубович, Геннадий Хазанов и др. В итоге бакинская команда выиграла с перевесом в 1 балл, который проиграл Валерий Хаит в конкурсе капитанов. В этой встрече Юлий Гусман показал запоминающийся номер, содрав гримёрские усы, приклеенные взамен настоящих, которые он накануне под давлением своих авторов сбрил. Это была последняя встреча КВН в прямом эфире.

## Состав команды
- Юлий Гусман (капитан)[8]
- Леонид Вайнштейн (музыкальный руководитель)[8]
- Кямал Касимов[8]
- Вагиф Абдуллаев[8]
- Сергей Красинский[8]
- Вика Колмановский[8]
- Адыль Мелик-Асланов[4]
- Натиг Расулзаде[4]
- Урузмак Ревазов[9]
- Владимир Локшин[9]
- Адиль Исмаилов[9]
- Али Алиев[9]
- Эмин Алиев[9]
- Михаил Носоновский[10]
- Теймураз Ализаде[9]

## Наследие
- Название команды Гусмана «Парни из Баку» взяла себе команда уже возрождённого КВН, капитаном которой был Анар Мамедханов[11].
- На Летнем кубке 1995 года, когда встречались команды «Парни из Баку» и Одесские джентльмены, игроки вспоминали игру старых бакинской и одесской команд. Сам конкурс «приветствие» назывался «Двадцать пять лет спустя».